# Stazione di Civitella Paganico
Stazione di Civitella Paganico vasútállomás Olaszországban, Civitella Paganico településen.

## Vasútvonalak
Az állomást az alábbi vasútvonalak érintik:
- Siena-Grosseto-vasútvonal

## Kapcsolódó állomások
A vasútállomáshoz az alábbi állomások vannak a legközelebb:
- Stazione di Roccastrada
- Stazione di Monte Antico